# High Sheriff
De High Sheriff is een (meestal ceremoniële) positie met betrekking tot wetshandhaving in Angelsaksische landen. De taak wordt echter anders ingevuld in de Verenigde Staten dan in het Verenigd Koninkrijk. Binnen het Verenigd Koninkrijk is er dan ook nog eens een verschil tussen Cornwall en de rest van het Verenigd Koninkrijk.

## Verenigd Koninkrijk
In Engeland en Wales is de High Sheriff een onbetaalde functie, die door de Britse Kroon, of in het geval van Cornwall door de Hertog van Cornwall, wordt toegewezen voor de duur van een jaar. De High Sheriff treedt dan op als juridische vertegenwoordiger van de Britse monarch in een graafschap. Deze titel moet echter niet verward worden met de Schotse sheriff: in Schotland is een sheriff een rechter aan een Sheriff Court, een rechtbank voor middelgrote strafzaken en civiele zaken. Hoewel de sheriffs in Engeland en Wales dus per graafschap aangeduid worden, zijn dit niet de normale graafschappen, maar de Shrieval Counties. Deze komen niet meer overeen met de administratieve gebieden.
De geschiedenis van de titel gaat terug tot voor de Normandische invasie, maar kwam maar tot bloei na de verovering, in de 11e eeuw. In 1258 werd bepaald in de Provisions of Oxford dat de sheriffs ieder jaar dienden vervangen te worden. In 1887 ten slotte werden de rechten en plichten, alsook de manier van verkiezen in Engeland en Wales, vastgelegd in de Sheriffs Act.
Na het jaar dat de Sheriff in functie blijft, geeft die namen door van mogelijke opvolgers aan een commissie die drie namen daarvan doorgeeft aan de regerende Britse monarch. Op 12 november van elk jaar worden de genomineerden bekendgemaakt en ze treden in functie vanaf 25 maart, het officiële jaarbegin voor 1752. Men mag geen twee keer in drie jaar worden aangeduid als Sheriff, tenzij er geen andere kandidaten zijn.
De Sheriff heeft de volgende verantwoordelijkheden. Wanneer een lid van de koninklijke familie hun graafschap bezoekt, dienen zij daarbij aanwezig te zijn. Als een nieuwe monarch wordt gekroond, moeten zij daarvan berichten in hun gebied. Eveneens zien zij toe, als Returning Officer, op de parlementsverkiezingen en duiden zij jaarlijks een ondersheriff aan. Zij moeten ook een rechter van het Hooggerechtshof beschermen en de verordeningen van dat Hooggerechtshof uitvoeren.
De meeste van die functies zijn echter louter ceremonieel, aangezien veel van de verantwoordelijkheden overgedragen worden. Vroeger was de High Sheriff ook verantwoordelijk voor de wetshandhaving, maar deze positie wordt overgenomen door de lokale politie. De Sheriff is wel nog verantwoordelijk voor het beschermen en voorzien in de behoeftes van de rechters van het Hooggerechtshof en hun vergezellen naar het gerechtshof.

## Verenigde Staten
In de VS is de High Sheriff steeds minder in gebruik. Deze had meer macht dan de Britse variant, aangezien alle sheriffs in een staat onder de High Sheriff vielen. Enkel de staten Hawaï en Rhode Island gebruiken deze functie echter nog. In New Hampshire wordt de titel nog gebruikt door de sheriffs van een deel van de counties. De sheriff van New York fungeert de facto als High Sheriff, daar de sheriffs van de vijf boroughs onder deze sheriff ressorteren.